# Zevio
Zevio (Dévio o Zevio in veneto) è un comune italiano di 15 864 abitanti della provincia di Verona in Veneto.

## Geografia fisica
Zevio si trova circa 19 chilometri a sud-est dal centro di Verona, lambito a nord dal fiume Adige. Il territorio comunale è di medie dimensioni Nonostante sia completamente pianeggiante, già a una quindicina di km più a nord si possono incontrare i primi rilievi collinari che marcano l'inizio dei Monti Lessini.
Oltre a Verona, le cittadine più vicine sono San Giovanni Lupatoto, San Martino Buon Albergo e San Bonifacio, distanti solo pochi chilometri.

## Origini del nome
Sulla base dei numerosi ritrovamenti, all'interno del territorio zeviano, di resti di epoca romana, nella seconda metà dell'Ottocento fu avanzata dal mons. Luigi Gaiter l'ipotesi che il nome del paese potesse derivare dall'aggettivo latino devius, col significato di "paese fuori della via", in riferimento alla collocazione dell'insediamento a breve distanza (circa 4,5 km) dal tracciato della via Postumia. Tale ipotesi non appare, però, sufficientemente supportata da riscontri documentali.
Risulta invece più probabile la derivazione da Jébetum, giungendo all'attuale denominazione attraverso successive modificazioni fonetiche (Gébitum, Gébeto, Gébeo, Zéveo), che trovano riscontro all'interno di documenti tardomedievali, atti ufficiali e mappe della Repubblica di Venezia. Il toponimo originale Jébetum o Gébetum discenderebbe dalla popolazione dei Gepidi, cui fu permesso, dopo la definitiva sconfitta subita nel 567 da parte del re longobardo Alboino, di stabilirsi in questo territorio, che per tale motivo fu in seguito conosciuto come "Terra dei Gepidi" (fines Gepidana).
La più antica attestazione nota del nome Gebitus risale all'anno 846, all'interno del testamento di tale Engelberto da Erbé, proprietario di una masseria nella campagna zeviana (in loco et fundo Gebitus).

## Storia
Si hanno notizie di insediamenti a Zevio dal V secolo, periodo in cui svolgeva un ruolo difensivo per Verona, con un fortilizio che si trovava sul sito dell'odierna villa Sagramoso, nota anche come il castello proprio per la sua origine. Con lo stanziamento dei Gepidi, dopo il 567, comincia a crescere il villaggio di Zevio. Da allora si apre un periodo burrascoso per il paese che, insieme a Verona, vede passare diverse dominazioni straniere.
Oltre al fortilizio, importante è la storia della chiesa locale, presente già dal X sec. con una collegiata; oltre alla pieve e agli oratori del capoluogo, hanno una storia secolare le chiese e gli oratori delle frazioni.
In età scaligera a Zevio nacque Santa Toscana.
In età rinascimentale fu arciprete di Zevio l'umanista Girolamo Avanzi, autore di un'ode saffica in latino in onore della Santa. Molto attive furono le confraternite, di cui rimangono vestigia negli altari laterali della parrocchiale e negli oratori, negli Archivi Storici Parrocchiale e Comunale.
Nel 1798, Zevio fu capoluogo del distretto 2 (chiamato Distretto dell'Alto Adige) del Dipartimento del Benaco istituito da Napoleone all'interno della Repubblica Cisalpina. L'arciprete del tempo, don Francesco Fresco (1799-1829), registrò in un diario le battaglie napoleoniche di Caldiero, le conseguenze della dominazione francese giacobina (vd. anche le scritte in francese tuttora visibili dei soldati alloggiati nel castello), il rimpianto per i cattolici austriaci.
Dal 1815 divenne definitivamente austriaca, divenendo capoluogo di una gendarmeria; nel 1866, con la terza guerra di indipendenza, entrò a far parte del regno d'Italia.

### Simboli
Lo stemma e il gonfalone sono stati riconosciuti con DCG del 18 gennaio 1932.
Il gonfalone è un drappo di rosso.

## Società

### Evoluzione demografica
Abitanti censiti

## Monumenti e luoghi d'interesse
Sono diverse le testimonianze architettoniche che caratterizzano l'abitato ed i centri limitrofi. Di seguito sono citati i più rappresentativi.

### Architetture religiose
Chiesa Parrocchiale di Santa Maria (XIX secolo)
È nella frazione di Santa Maria, di stile neoclassico è del 1820. Diventò parrocchia solamente nel 1949.
Chiesa di San Pietro (XIX secolo)
La chiesa attuale è del 1839, progettata dall'architetto Bartolomeo Giuliari e costruita su una precedente. Il campanile è del Cinquecento. La parrocchia viene citata nel 903 elencando preti e nel 1135 ricordando Adelardo da Zevio. Nel 1145 papa Eugenio III scrive plebem Gebeti cum capellis et decimis.

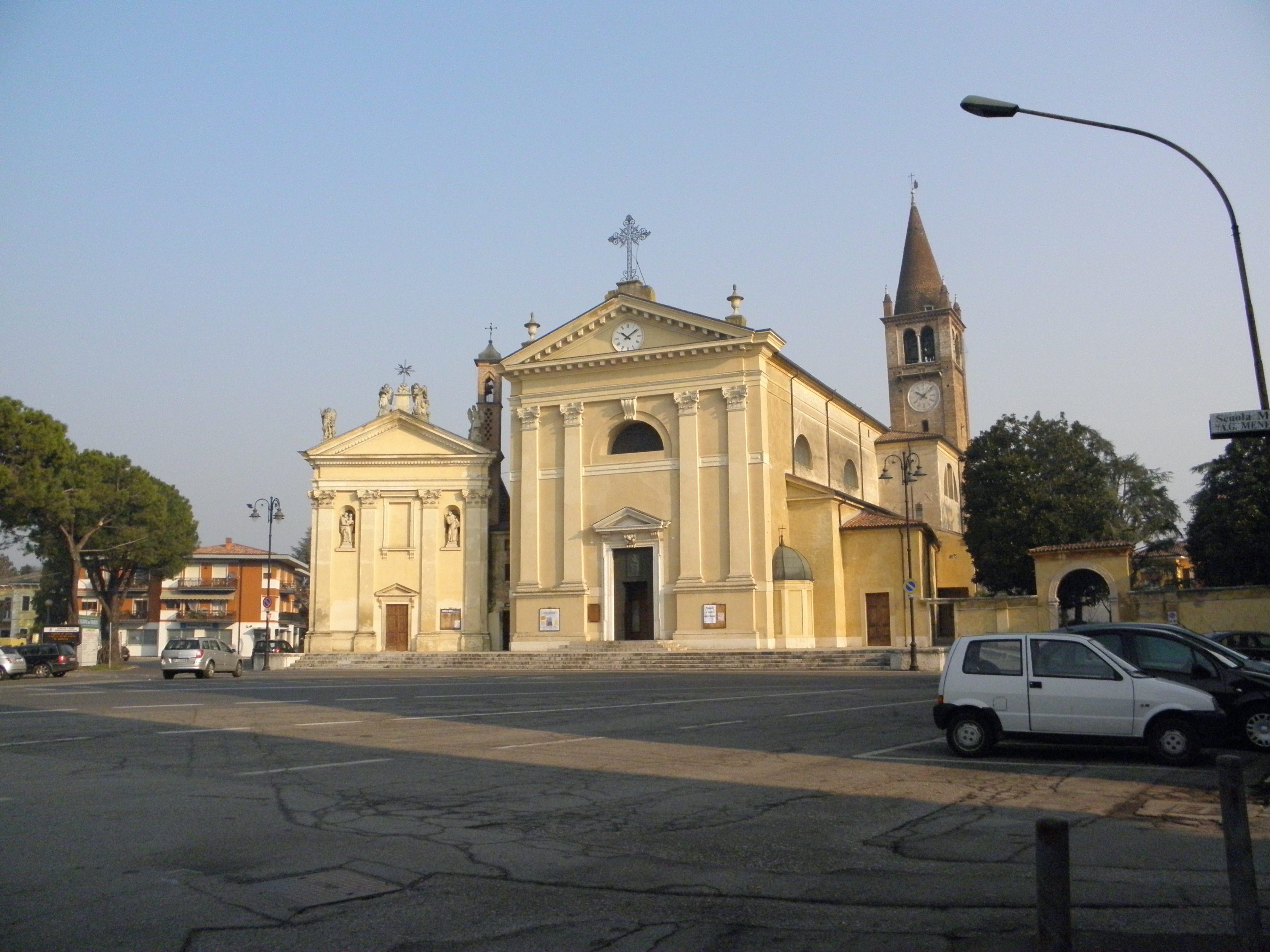
L'oratorio (a sinistra) e la chiesa parrocchiale di San Pietro Apostolo, vista da Piazza Santa Toscana.
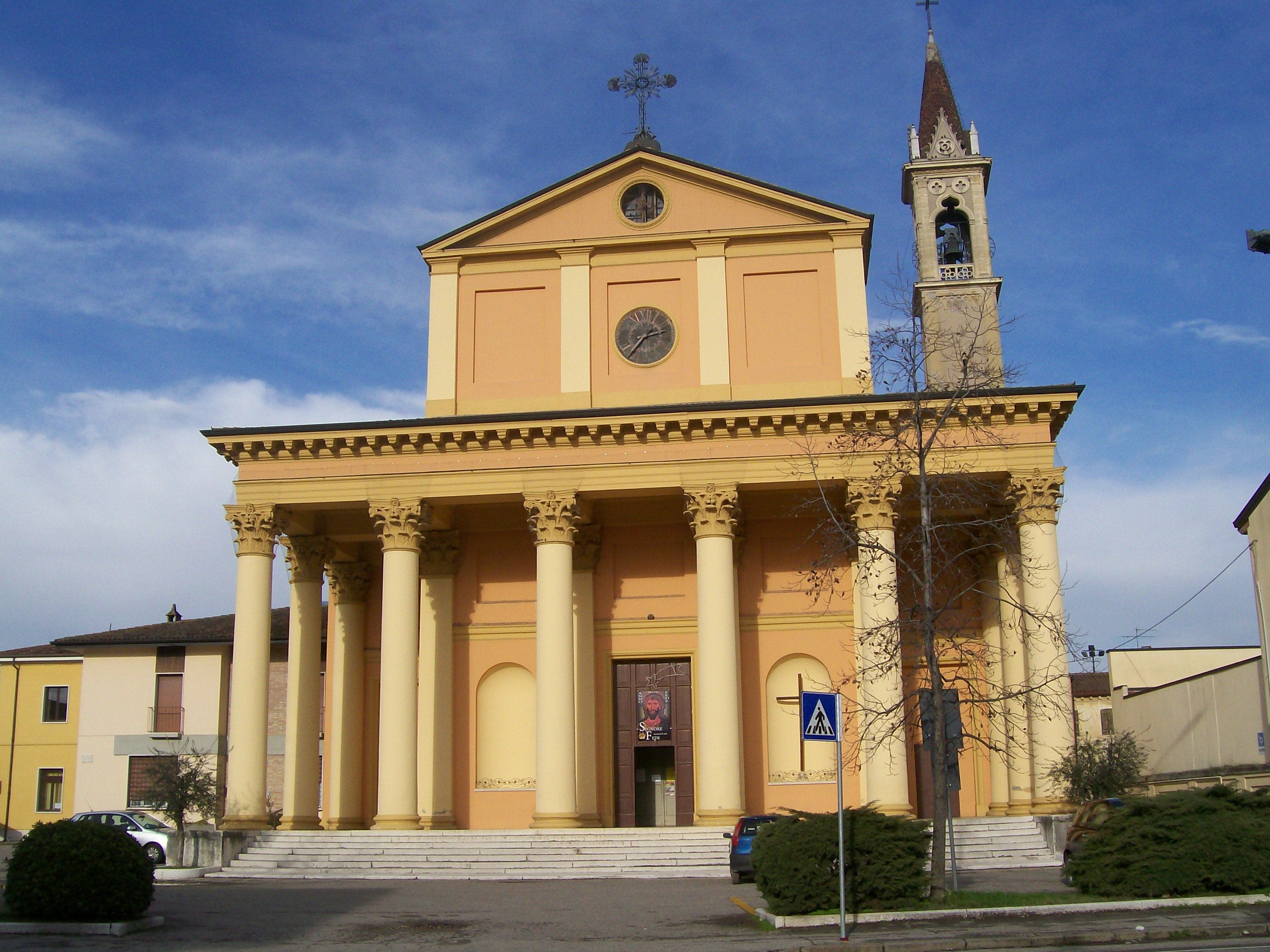
Chiesa parrocchiale di S. Maria di Zevio.
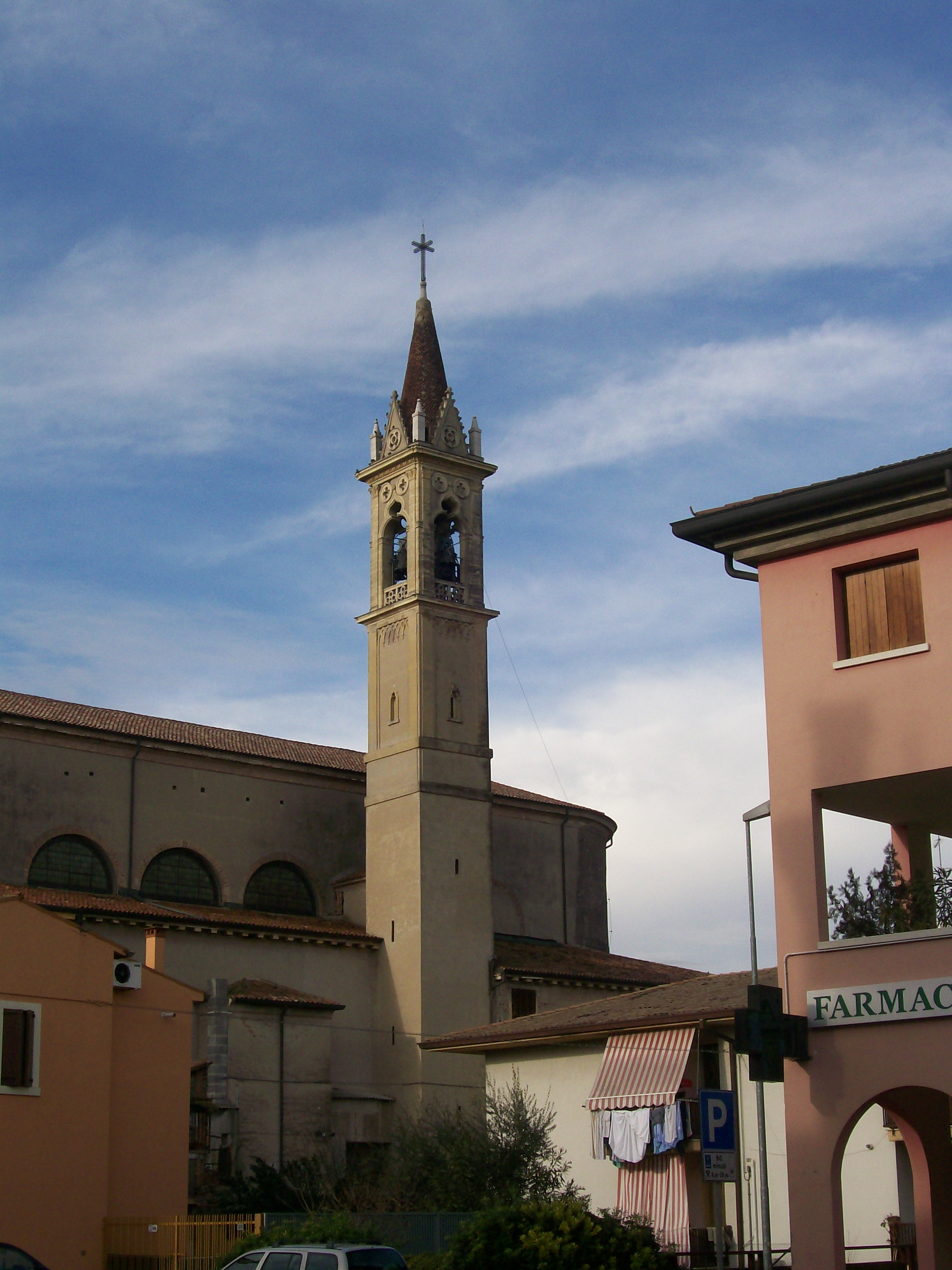
Campanile della chiesa parrocchiale di S. Maria di Zevio.
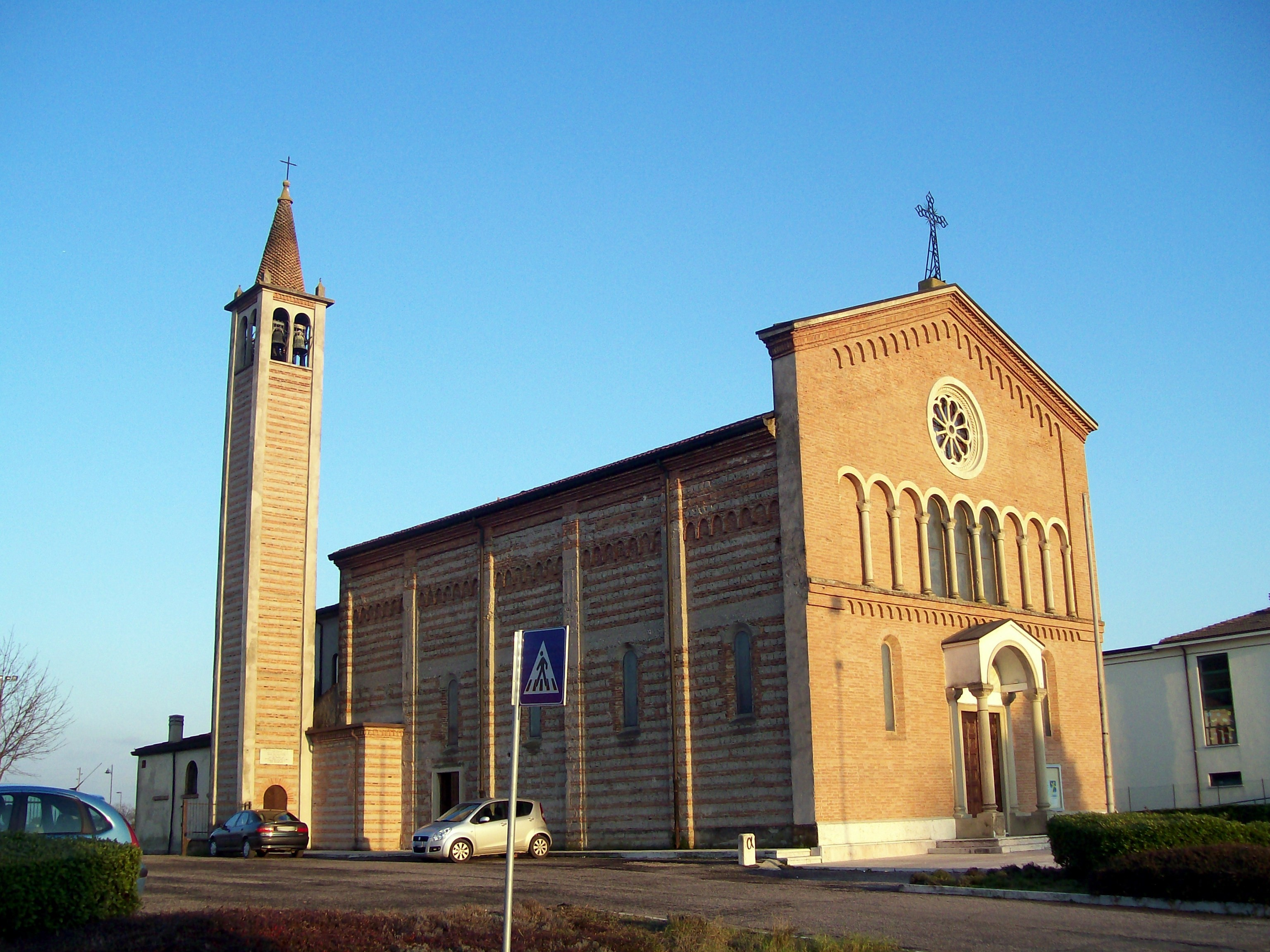
Chiesa parrocchiale della Santissima Trinità in Volon.
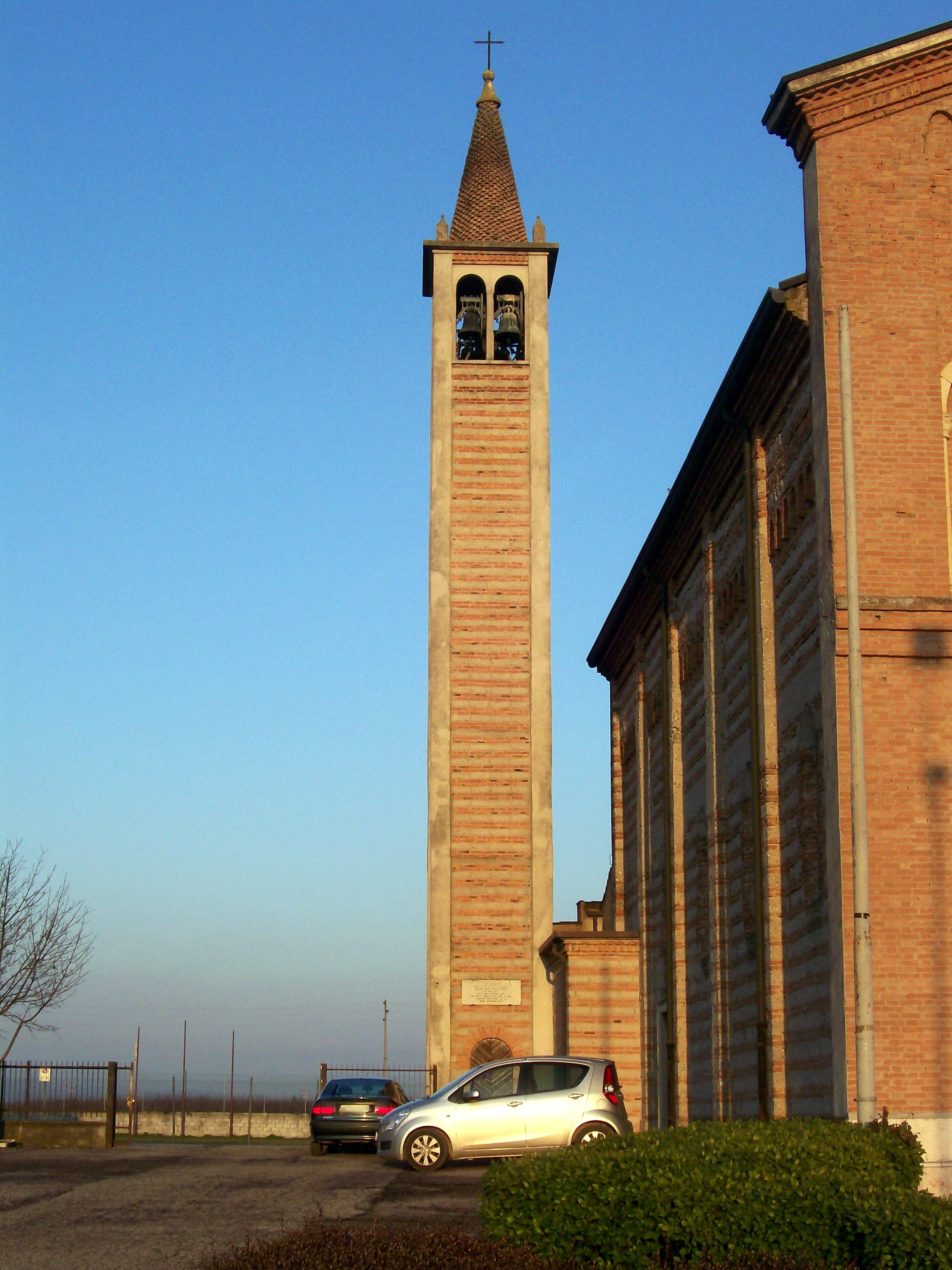
Campanile della chiesa parrocchiale di Volon.
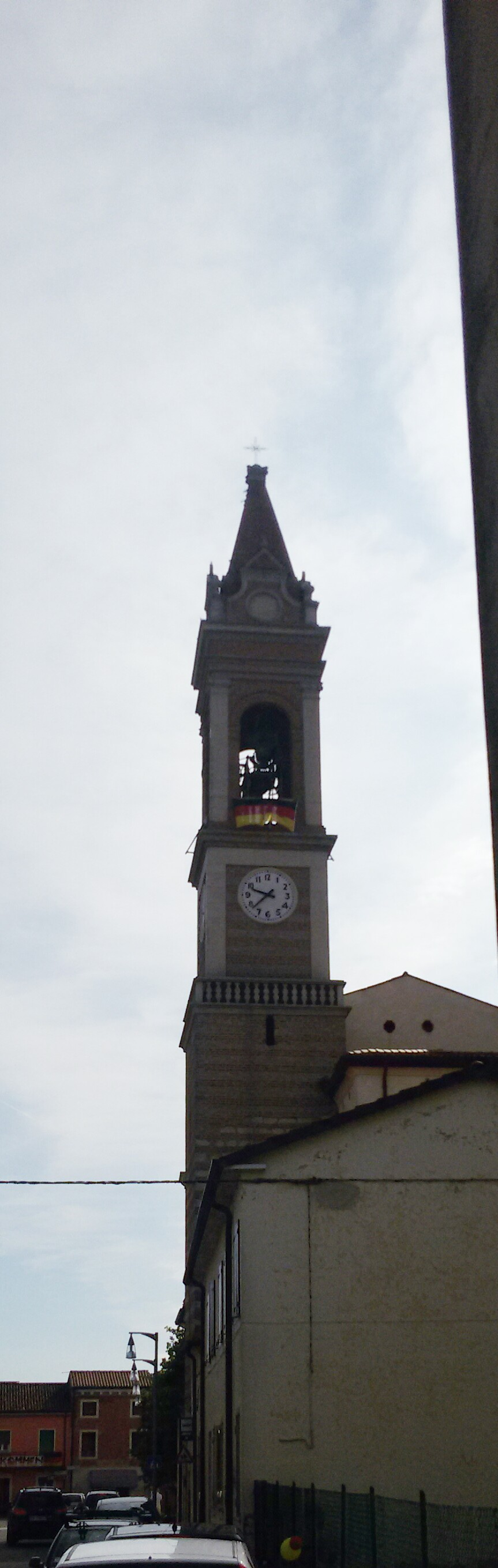
Campanile della chiesa parrocchiale di S. Bartolomeo in Perzacco.

### Architetture civili
- Palazzo Albertini Vesentini - XIX secolo
- Palazzo Emilei - XVIII secolo
- Palazzo Smania - XIV secolo
- Villa Barbaro Todeschi - XVI secolo
- Villa Bonomi Da Monte - XIX secolo
- Villa Da Lisca - XVIII secolo
- Villa Sagramoso, detta "Il castello" - XVIII secolo

## Economia
Fa parte della zona di produzione del vino Arcole DOC e del Riso Nano Vialone Veronese, che viene coltivato su terreni della pianura veronese irrigati con acqua di risorgiva. Inoltre era uno dei maggiori paesi produttori di mele della provincia, ora produttore di mais ad uso zootecnico più redditizio e meno bisognoso di mano d'opera, che ha sostituito molte coltivazioni di mele

## Infrastrutture e trasporti
A Zevio era presente una stazione della tranvia Verona-Albaredo-Coriano, in servizio solo fra il 1898 e il 1925. Tale linea, con trazione a vapore, fu all'inizio del secolo interessata da un esperimento di trasporto integrato che prevedeva la costruzione di un grande porto fluviale sull'Adige, presso Albaredo.

## Amministrazione
| Periodo        | Periodo        | Primo cittadino   | Partito                                                                                  | Carica                  | Note                     |
| -------------- | -------------- | ----------------- | ---------------------------------------------------------------------------------------- | ----------------------- | ------------------------ |
| agosto 1985    | giugno 1990    | Raffaele Bazzoni  | Democrazia Cristiana                                                                     | Sindaco                 | [ 10 ]                   |
| giugno 1990    | aprile 1995    | Raffaele Bazzoni  | Democrazia Cristiana                                                                     | Sindaco                 | [ 11 ]                   |
| aprile 1995    | giugno 1999    | Maria Luisa Tezza | FI, eletta con lista civica di centro-destra                                             | Sindaco                 | [ 12 ]                   |
| giugno 1999    | settembre 2001 | Maria Luisa Tezza | FI, eletta con lista civica di centro-destra                                             | Sindaco                 | Dimissioni del consiglio |
| settembre 2001 | maggio 2002    | Paolo Crispino    |                                                                                          | Commissario prefettizio | [ 14 ] [ 15 ]            |
| maggio 2002    | maggio 2007    | Maria Luisa Tezza | FI, eletta con lista civica di centro-destra                                             | Sindaco                 | [ 16 ]                   |
| maggio 2007    | maggio 2012    | Paolo Lorenzoni   | UDC, PL dal 2008, PdL dal 2009, eletto con lista "Zevio per le Libertà" (UDC-LN-AN)      | Sindaco                 | [ 17 ]                   |
| maggio 2012    | giugno 2017    | Diego Ruzza       | PdL fino al 2013, eletto con lista "Nuovo Polo per Zevio" (UDC-Zevio per le Libertà-FLI) | Sindaco                 | [ 18 ]                   |
| giugno 2017    | giugno 2022    | Diego Ruzza       | FdI dal 2021, eletto con lista "Centrodestra per Zevio" (FI-LN-FdI)                      | Sindaco                 |                          |
| giugno 2022    | In carica      | Paola Conti       | FdI, eletta con lista "Centrodestra per Zevio" (Lega-FdI)                                | Sindaco                 |                          |

### Gemellaggi
- Arborea[19]

Il comune fa parte del movimento patto dei sindaci.

## Sport
La squadra principale di calcio di Zevio è l'AC Zevio che nella stagione 2021/2022 milita nel girone B di Prima Categoria. La Nuova Cometa Santa Maria invece è la squadra della frazione di Santa Maria di Zevio che gioca in Seconda Categoria.
Oltre al calcio, c'è anche basket, pallavolo e tanti altri sport. Nella stagione 2018/2019 nella squadra di basket U18 maschile si è introdotta una ragazza, una promessa per la nuova squadra femminile che si farà per la stagione 2019/2020.